# Osiris paraguayensis
Osiris paraguayensis là một loài Hymenoptera trong họ Apidae. Loài này được Bertoni mô tả khoa học năm 1918.